# Llac Todos los Santos
El Llac Todos los Santos és un llac a la X Regió de Los Lagos de Xile, a prop de la frontera amb Argentina, dins del Parc Nacional Vicente Pérez Rosales, el més antic del país. El llac es troba envoltat de tres majestuosos volcans nevats: el Volcà Osorno, que el separa del llac Llanquihue, el volcà Puntiagudo i el Cerro Tronador. A la seva ribera hi ha Puerto Peullade. Les seves aigües són de color maragda, per la qual cosa també és conegut amb aquest nom. Està vorejat de boscos d'olivella. Molts ho consideren el més bell dels llacs xilens. Té una extensió de 17.500 hectàrees i està a una altitud de 187 metres sobre el nivell del mar. Al llac Todos los Santos neix el riu Petrohué per desembocar al mar, al golf de Reloncaví.